# John Connor
John Connor is de hoofdpersoon uit de Terminatorfranchise. Hij wordt gespeeld door Edward Furlong, Nick Stahl, Thomas Dekker en Christian Bale.
John is in de toekomst de leider van het menselijke verzet tegen Skynet. Derhalve is hij Skynets primaire doelwit. De franchise draait voornamelijk om pogingen van Skynet om John uit de weg te ruimen voordat hij zijn positie als leider kan krijgen.

## Biografie

### The Terminator
In de eerste film, The Terminator, komt John nog niet voor. In deze film is zijn moeder, Sarah, het doelwit van de eerste T-800 Terminator die door Skynet naar het verleden is gestuurd. Om haar te beschermen stuurt John vanuit de toekomst soldaat Kyle Reese naar het verleden. Wat Reese op dat moment nog niet weet is dat John hem om een speciale reden heeft uitgekozen voor de missie. Reese is Johns vader. In het verleden krijgen hij en Sarah een relatie, en John wordt hieruit geboren.

### Terminator 2: Judgment Day
In deze film is John 13 jaar oud. Hij woont bij aanvang van de film bij een pleeggezin, daar zijn moeder is opgenomen in een psychiatrische inrichting. Voor haar opname vertelde ze John alles over wat ze had meegemaakt en begon hem al te trainen voor zijn latere taak.
John gelooft haar aanvankelijk niet, tot hij doelwit wordt van een T-1000-terminator die naar het verleden is gestuurd om hem te doden. John krijgt hulp van een nieuwe T-800-terminator, die door hemzelf in de toekomst geprogrammeerd is om John te beschermen. Samen met de T-800 bevrijdt John zijn moeder uit de inrichting. Daarna maken ze plannen om samen de komst van Skynet te verhinderen door het enige prototype te vernietigen. Aan het eind van de film slagen ze in dit doel.
In een alternatief einde van de film (te zien op de dvd) is te zien hoe John in het jaar 2027 een diplomaat is geworden, en Skynet nooit is gelanceerd. Deze volwassen John Connor werd vertolkt door Michael Edwards.

### Terminator 3: Rise of the Machines
In deze derde film is John een volwassen man, die na de dood van zijn moeder voortdurend op de vlucht is, zodat niemand hem kan opsporen. Hij ontmoet een vrouw, genaamd Katherine Brewster. Beiden worden doelwit van de T-X Terminator, een nieuwe Terminator uit de toekomst. John heeft met zijn acties in de vorige film de komst van Skynet enkel vertraagd, maar niet voorkomen. Ook ditmaal komt er een T-800 uit de toekomst om John bij te staan. Deze T-800 is ironisch genoeg dezelfde T-800 die in het jaar 2032 John gedood heeft voor hij werd gevangen en geherprogrammeerd. Deze T-800 is naar het verleden gestuurd door Katherine, die in de toekomst Johns vrouw is en zijn rechterhand bij het leiden van het verzet.
Hoewel John en Katherine wederom proberen Skynets lancering te voorkomen, blijkt dit uiteindelijk onvermijdelijk. John en Katherine worden naar een schuilkelder gestuurd waar ze de eerste aanvallen van Skynet kunnen afwachten. Beide Terminators vervullen hun functie tot ze allebei worden uitgeschakeld. De schuilkelder blijkt tevens te kunnen fungeren als commandocentrum. Wanneer de eerste hulpvragen van militaire bases binnen komen, besluit John antwoord te geven.

### Terminator: The Sarah Connor Chronicles
In de televisieserie Terminator: The Sarah Connor Chronicles wordt een alternatieve tijdlijn getoond, waarin de gebeurtenissen uit de derde film nooit hebben plaatsgevonden.
In deze tijdlijn is John samen met zijn moeder op de vlucht voor de politie, die hen verantwoordelijk houdt voor de vernietiging van Cyberdyne. Op zijn nieuwe school wordt John aangevallen door een nieuwe Terminator, maar gered door een andere Terminator met de naam "Cameron". John ontdekt dat Judgement Day slechts is uitgesteld, en nu in 2011 zal plaatsvinden. Cameron neemt John en Sarah mee naar het jaar 2007. Daar gaat John naar de Campo de Cahuenga High School onder de naam John Baum. Tevens ontmoet hij zijn oom, Derek Reese.
Deze versie van John is een ervaren computerhacker. Hij kan zelfs de CPU van een Terminator kraken en de informatie hierin raadplegen.

### Terminator Salvation
John is (nog) niet de leider van het verzet. Velen zien in hem de verlosser, maar anderen hebben daar zo hun twijfels over. Hij leidt een uiterst succesvol team dat tegen Skynet wordt ingezet voor speciale operaties. Wanneer John eropuit wordt gestuurd om een fabriek aan te vallen, weigert John. In de fabriek worden mensen - waaronder Kyle Reese - gevangen gehouden. De aanval zou daarom niet alleen gevolgen hebben voor de toekomst, maar ook voor het verleden. John weet aan de aanval participerende officieren ervan te overtuigen de aanval uit te stellen. Uiteindelijk wordt de fabriek opgeblazen. Ondertussen wordt de leiding van het verzet uitgeschakeld door Skynet.

## Leeftijd
John Connors leeftijd en geboortedatum variëren tussen de films en de televisieserie. In Terminator 2: Judgment Day wordt zijn geboortedatum gegeven als 28 februari, 1985; en zijn leeftijd als 10 jaar. In de opening van Terminator 3: Rise of the Machines beweert John echter dat hij 13 was ten tijde van Terminator 2.
In de televisieserie is Johns geboortedatum nog niet genoemd, maar er wordt vermeld dat hij 15 jaar oud is in de pilootaflevering. Deze speelt zich af in 1999.

## Voetnoten
1. ↑  Terminator 2: Judgement Day. Script. Zie Sectie 14.